# Sporthalle Rieden-Vorkloster
Die Sporthalle Rieden-Vorkloster ist eine 2004 fertiggestellte Vierfachsporthalle in der Vorarlberger Landeshauptstadt Bregenz (Österreich). Sie ist für Hallen-Ballsportarten konzipiert und bietet max. 1600 Zuschauern Platz. Sie wird auch als Handballarena Rieden-Vorkloster bezeichnet.

## Planung
Die Planung des erfolgte durch die Architektengruppe Nägele, Ritsch und Waibel (Vertreter der Neuen Vorarlberger Bauschule).
Der Bau wurde mit dem Vorarlberger Bauherrenpreis 2005 in der Kategorie Kommunalgebäude und öffentliche Räume ausgezeichnet.

## Technische Ausstattung

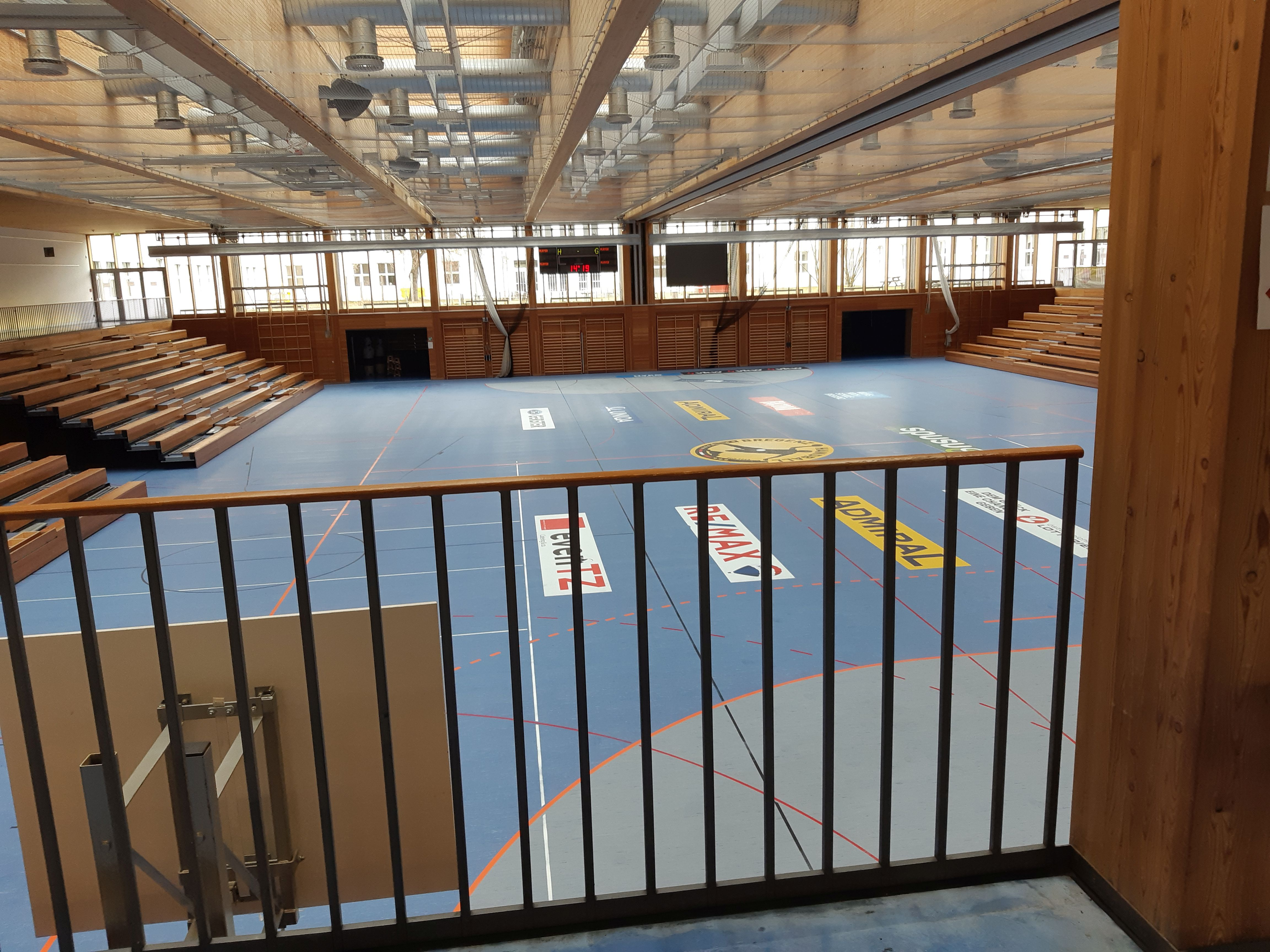
Blick auf die Sportfläche der Sporthalle

Das Gebäude bedeckt eine Gesamtnutzfläche von 4400 m². Durch einen Mittel- und zwei Quervorhänge kann die Sportfläche in zwei oder vier Hallen unterteilt werden. Vier ausfahrbare Tribünen bieten 1200 Sitz- und weitere 400 Stehplätzen.

## Nutzung
Tagsüber wird diese Halle für den Turnunterricht der Mittelschule und Sportmittelschule Schendlingen genutzt. Außerhalb der Unterrichtszeit ist die Halle mit dem Jahrestraining von Bregenz Handball und durch andere Vereine ausgebucht.
In der Halle fanden unter anderem 2008 und 2010 Gruppenspiele der EHF Champions League sowie 2014 und 2016 Qualifikationsspiele für die Handball-Europameisterschaft der Frauen statt.

## Vereine
Die Halle ist Heimstätte des Handballvereines Bregenz Handball (Büro im 1. Stock), der hier seine Heimspiele der Handball Liga Austria austrägt.